# Vranský potok
Der Vranský potok (deutsch Mühlbach, auch Wranaybach) ist ein linker Zufluss des Bakovský potok in Tschechien.

## Verlauf
Der Vranský potok entspringt anderthalb Kilometer nördlich von Telce und Skály auf der Perucká tabule (Perutzer Tafelland). Seine Quelle befindet sich nördlich der Kuppe Na Rovinách zwischen Telce und Peruc an der Staatsstraße II/237. An seinem nach Osten führenden Oberlauf fließt der Bach vorbei an Vraný und U Práče in die Řipská tabule (St.-Georgsberg-Tafelland). Dort nimmt der Vranský potok südöstliche Richtung und bildet ein tief eingeschnittenes, teils felsiges Tal, in dem die Orte Horní Kamenice, Údešice und Jarpice liegen. Anschließend wird das Tal des Baches flach und breit; entlang seines Laufes folgen Budenice, Budeničky, Malá Strána und Šlapanice. Zwischen Šlapanice, Červený Mlýn und Štěpárna wird der Vranský potok im Teich Šlapanický rybník gestaut. Auf seinem Unterlauf fließt der Bach durch Poštovice, Kmetiněves, Hospozín, Černuc, Dolní Kamenice und Budihostice. Nach 22 Kilometern mündet der Vranský potok unterhalb des Teiches Budihostický rybník zwischen Budihostice und Chržín in den Bakovský potok.
Der Vranský potok hat nur wenige Zuflüsse; der vor allem landwirtschaftlich genutzte, waldarme Landstrich entlang seines Laufes gehört zu den niederschlagsärmsten des Landes. Bei Kmetiněves wird der Bach von der Anschlussbahn zur Zuckerfabrik Hospozín und unterhalb von Hospozín von der Bahnstrecke Roudnice nad Labem–Zlonice überbrückt. Oberhalb von Dolní Kamenice erstreckt sich links des Vranský potok das Naturdenkmal PP Pod Šibenicí.

## Zuflüsse
- Močidelský potok (l), bei U Práče
- Pálečský potok (r), bei Jarpice
- Radešinský potok (l), oberhalb von Černuc

## Durchflossene Teiche
- Šlapanický rybník, unterhalb von Šlapanice
- Hospozínský rybník, oberhalb von Hospozín
- Budihostický rybník, unterhalb von Budihostice